# 陳柏毓
陳柏毓（2001年10月2日—）是台灣職業棒球員，位置為投手。父親陳炳男是前職業棒球員，退役後成為棒球教練。高中時就讀於國立臺北科技大學附屬桃園農工高級中等學校，高二便代表台灣先後出賽2018年U-18亞洲青棒錦標賽、2019年U-18世界盃棒球賽以及2019年亞洲棒球錦標賽。高中畢業後短暫就讀於國立體育大學，隨後投入美國職業棒球大聯盟匹茲堡海盜隊的小聯盟系統。

## 生平
陳柏毓的母親林麗玲是籃球選手，父親陳炳男則在1997年至2000年間先後效力於中華職業棒球聯盟味全龍隊及興農牛隊，退役後成為棒球教練。陳柏毓幼時，其父一度以艱困為由，不希望他從事棒球運動，不過經過陳柏毓自己的爭取與柏毓祖父的勸說下，父親成了他的啟蒙教練。

### 學生時期
陳柏毓在少年棒球時期，先後加入社團性質的桃園東門與華勛國小，並於102學年國小聯賽硬式組決賽代表華勛國小，以投手上陣，贏得冠軍。國中時就讀桃園市立青溪國民中學，當時學校的青少年棒球隊也非傳統強隊，而陳柏毓在國中時期獲得2016年華南金控盃全國青少棒錦標賽的最有價值球員，亦入選U-15中華台北代表隊。國中畢業前夕，有一所日本高中的校長與該校棒球隊教練親赴台灣延攬陳柏毓，提出了由校方付擔學費、機票及家人探望時費用，另外還補助營養金的條件，經思量後陳柏毓選擇就讀並效力父親執教的北科附工。
陳柏毓在高中二年級時，入選了2018年U-18亞洲青棒錦標賽中華台北代表隊，接著出賽2019年U-18世界盃棒球賽，世青盃上他獲得兩勝一救援的成績，包括冠軍賽對陣美國隊，最後兩局救援成功，贏得勝利。到了高三他上調中華成棒隊出賽亞洲棒球錦標賽，預賽對陣斯里蘭卡，以先發投手出賽，共投三局無失分，被敲一安打，奪五次三振。

### 職業生涯
陳柏毓在2020年從高中畢業後，原先計畫旅外挑戰職業棒球，惟受到COVID-19疫情影響，他選擇考取國立體育大學球類運動學系，等待旅外時機。同年10月，他以125萬美元簽約金加盟美國職業棒球大聯盟匹茲堡海盜隊，當時其簽約金額與郭泓志並列台灣旅美球員史上第六高；若以大聯盟限制簽約金後計算則為第一高，同時海盜隊球探報告評估他擁有「身體素質、運動能力、揮臂速度及控球能力」等特質，預測如若陳柏毓投入大聯盟選秀，第二輪便會獲得挑選。
美國時間2025年5月26日首次升上3A，先發主投5局被敲3安無失分、送出4次三振終場以2:1獲勝並取得本季及3A首勝和勝投

## 成棒國手經歷
- 2022年亞洲運動會棒球比賽中華隊
- 2026年世界棒球經典賽資格賽中華隊

## 外部連結
- 陳柏毓在台灣棒球維基館上的頁面（繁體中文）
- 陳柏毓在美國職棒官網（英语）
- 陳柏毓在Baseball-Reference.com（小聯盟以及海外聯盟）（英语）
- 陳柏毓在FanGraphs.com（英语）
- 陳柏毓的Instagram帳戶